# Souvignargues
Souvignargues là một xã trong vùng Occitanie. Xã Souvignargues nằm ở khu vực có độ cao trung bình 100 mét trên mực nước biển.